# کلاس آدم‌کشی
آنساتسو کیوشیتسو یا کلاس آدم‌کشی (ژاپنی: 暗殺教室 هپبورن: Ansatsu Kyōshitsu) یک مجموعه مانگا ژاپنی که توسط ماتسویی یوسی نوشته و طراحی شده‌است. این مجموعه توسط انتشارات شوئیشا از ۲ ژوئیه ۲۰۱۲ الی ۲۵ مارس ۲۰۱۶ در هفته‌نامه شونن جامپ به چاپ می‌رسید، و فصل‌های آن در بیست و یک جلد تانکوبون جمع‌آوری شدند. داستان مجموعه دربارهٔ زندگی روزمره معلمی عجیب و قدرتمند به شکل اُختاپوس است که دانش‌آموزانش برای جلوگیری از نابودی سیاره زمین قصد کشتنش را دارند.

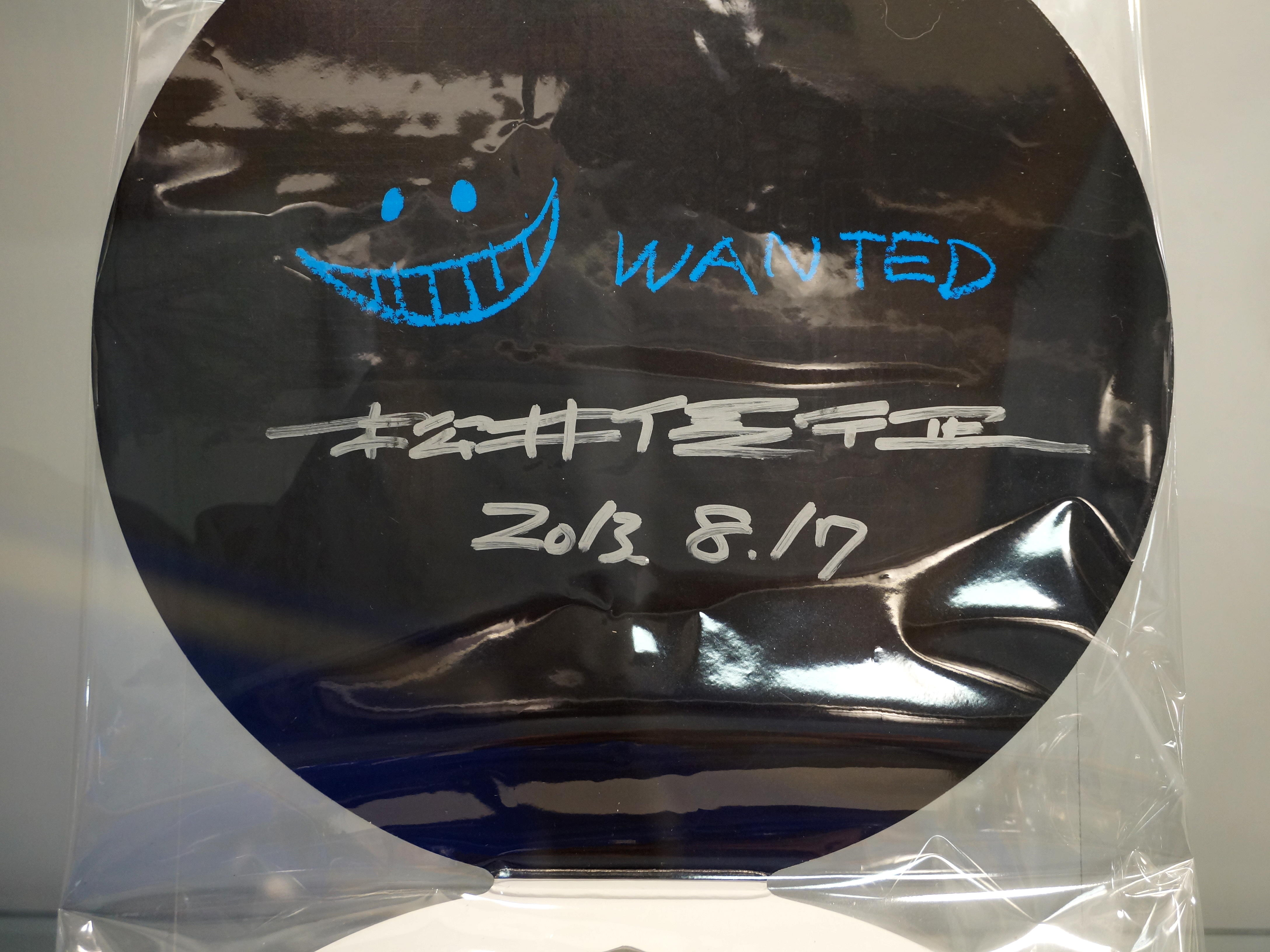
Ansatsu Kyōshitsu

یک اووی‌ای تک قسمتی بر اساس این مجموعه توسط استودیو «برین بیس» در ۶ اکتبر ۲۰۱۳، و در طی نمایشگاه انیمه و مانگا جامپ فستا به نمایش درآمد. فیلمی سینمایی نیز به همین نام و به کارگردانی ائیچیرو هاسومی در ۲۱ مارس ۲۰۱۵ در کشور ژاپن اکران شد، و دنبالهٔ آن نیز تحت نام کلاس آدم‌کشی: فارغ‌التحصیلی در مارس ۲۰۱۶ به نمایش درآمد. بر اساس نسخه مانگا یک مجموعه تلویزیونی انیمه ۲۲ قسمتی به کارگردانی سیجی کیشی، و توسط استودیو لارکه تهیه شد که از ژانویه تا ژوئن ۲۰۱۵ در شبکه فوجی تلویژن پخش گردید. فصل دوم انیمه نیز به تعداد ۲۵ قسمت در ۷ ژانویه ۲۰۱۶ پخش شد.

## داستان
مدرسه راهنمایی کونوگیگائوکا دارای کلاس ویژه‌ای به نام E-۳ است که پذیرای دانش‌آموزان ضعیف این مدرسه می‌باشد. معلم این کلاس موجودی عجیب به رنگ زرد است که شکلی ترکیبی از بیگانه و اختاپوس دارد و با سرعتی معادل ۲۰ ماخ حرکت می‌کند. او مسئول از بین رفتن نیمی از ماه است که در حال حاضر و تا ابد به شکل هلال باقی خواهد ماند. این موجود قرار است به کلاس E-۳ چگونگی از بین رفتنش را تا قبل از اتمام سال و نابودی زمین، آموزش دهد (چون کشتنش تقریباً کاری غیرممکن است).

## دوبله
| صدای فارسی    | صدای ژاپنی      | شخصیت                    |
| ------------- | --------------- | ------------------------ |
| مجید درودی    | مای فوچیگامی    | ناگیسا شیوتا             |
| مجید درودی    | جون فوکویاما    | پرفسور کورو              |
| محمدرضا صولتی | توموکازو سوگیتا | اراسوما نگهدارنده وفادار |
| مینا مومنی    | شیزوکا ایتو     | ایرینا جلاویچ            |
| نرگس پناهی    | آیانا تاکه‌تاتسو | کائده کایانو             |